# Гротон (Масачусетс)
Гротон (енгл. Groton) насељено је место без административног статуса у америчкој савезној држави Масачусетс.

## Демографија
По попису из 2010. године број становника је 1.124, што је 11 (1,0%) становника више него 2000. године.
| Група             | 2000.         | 2010.         |
| Белци             | 1.047 (94,1%) | 1.072 (95,4%) |
| Афроамериканци    | 8 (0,7%)      | 11 (1,0%)     |
| Азијати           | 12 (1,1%)     | 11 (1,0%)     |
| Хиспаноамериканци | 16 (1,4%)     | 12 (1,1%)     |
| Укупно            | 1.113         | 1.124         |